# 汀泗橋戰役
汀泗桥战役，又称汀泗橋戰鬥、汀泗桥之战、汀泗桥之役，是國民革命軍北伐戰爭的戰鬥之一，并与之后的贺胜桥战斗组成北伐中的鄂南会战。战斗发生于民国15年（1926年）8月26日—28日的中华民国湖北省咸寧县汀泗橋集镇（今咸宁市咸安区汀泗桥镇汀泗桥社区）一帶。
战斗的交戰雙方分别为國民革命軍第四軍第十師、第十二師与吳佩孚带领的直系军阀部队。最终国民革命军取得了战斗的胜利并占领汀泗桥及咸宁县城（今咸安区永安街道），直军退至賀勝橋一带重新集结，并引发了之后的贺胜桥战斗。事后时任第十二师师长张发奎等人评论此役是北伐战争中对革命军获胜起到决定性作用的一场战斗。

## 背景

### 鄂南要冲汀泗橋

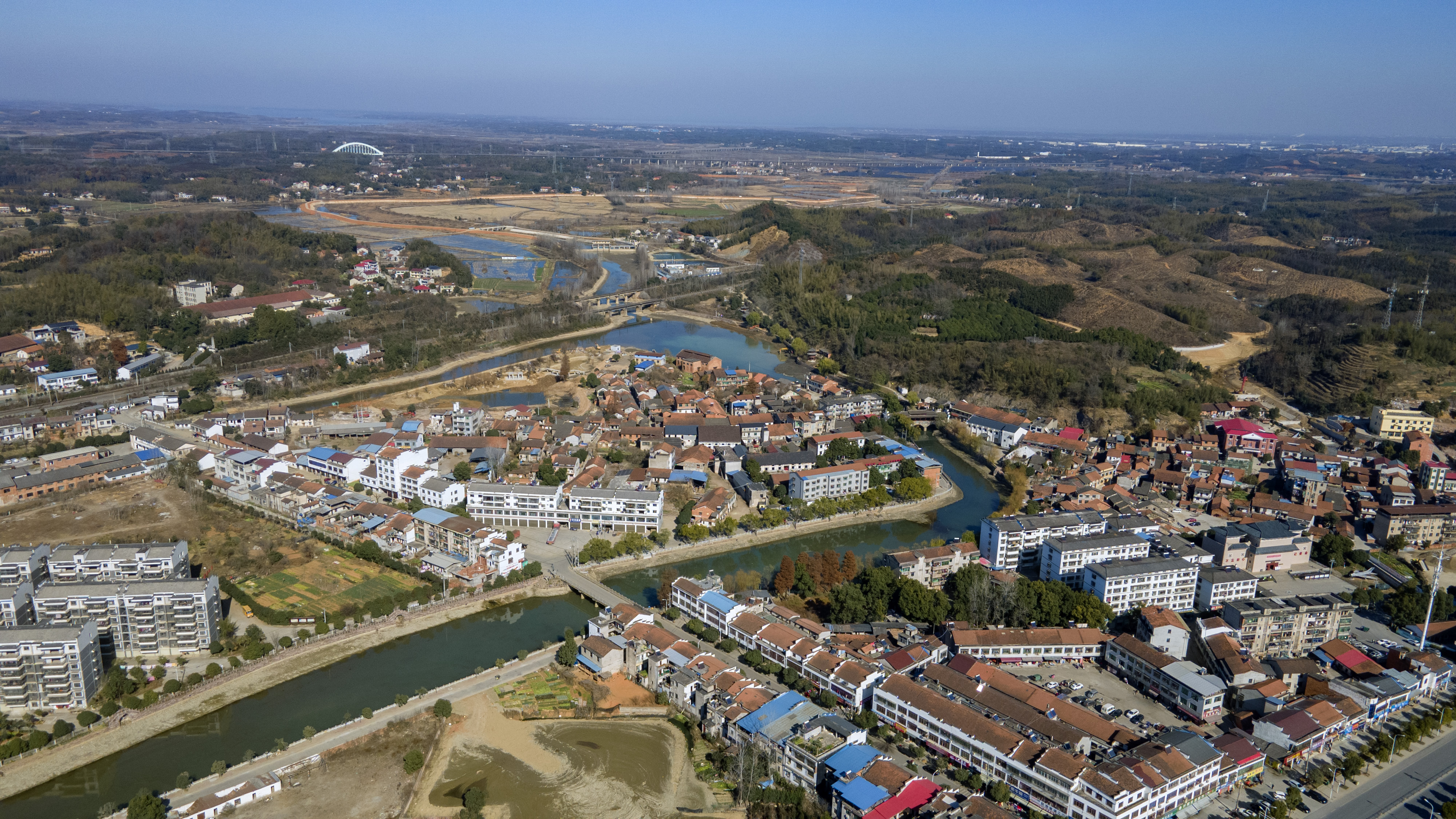
由南向北俯瞰汀泗桥集镇中心情况。京广铁路在集镇中心西北横亘镇区，可见集镇背负的东部高山（塔垴山）及山上的碉堡

汀泗橋素来为咸宁县西部的经济中心，亦为鄂南地区的一座重镇。汀泗桥集镇前有大湖，东北部依靠高山，仅有西部及南部地势较为平缓，粵漢鐵路（今京广铁路）在西南至東北一线贯穿镇区。在民国19年（1930年）金口修建金水闸之前，集镇三面环水，且彼时仅粤汉铁路一线可以通行，因此该集镇拥有一定的战略地位。
民国10年（1921年）8月，趙恆惕率領的湘軍先后在汀泗桥、咸宁一带与鄂军、吴佩孚同萧耀南率领的直军交战半月左右。直军虽在战争中遭创，但湘军在汀泗桥仍不敌直军，最后败退。

### 战斗前双方情况
自民国15年（1926年）7月国民革命军开始北伐后，直到8月下旬已经占领了湖南省全境。8月19日的平江战斗取胜后，革命军为达成迅速占领武昌的目的，开始进入湖北境内追击撤退的吴佩孚部，并于23日拂晓占领了通城县城。
国民革命军第四师师部于23日清晨进入通城县城，军部判断从通城撤退的吴佩孚部应是经由羊楼洞及粤汉铁路向北撤军，便在当日下午1：30下达部队进出汀泗桥镇的命令。下午2：00，军部截获陈嘉谟率军往汀泗桥策应的电报，认为两军会在崇阳及石坑渡相遇，遂要求第十师为主攻，第十二师为辅攻，朝蒲圻（今赤壁市）与汀泗桥方向进军以应对陈嘉谟部队。晚7：00，国民革命军第七军胡宗铎、夏威所部占领通城北港（今通城北港镇）及南冲，胡宗铎决定24日在羊楼洞和通城之间直接进军蒲圻县城。
24日国民革命军第六军第十九师开始进军通城，同军第十七师即将到达平江；同日下午国民革命军第八军有部队到达羊楼洞；国民革命军第七军也在当日到达大沙坪（今崇阳沙坪镇）。当日晚9：00，第四军军部赶至崇阳县城驻扎，此前军部在转移途中接到唐生智要求第四军不要顾虑迅速占领汀泗桥及破坏粤汉铁路的命令。
在革命军进军的同时，自五里排（今通城五里镇）撤退的直军在22日到达赵李桥后又继续撤退，23日入夜后在蒲圻县城的直军也已撤走。
25日，第四军叶挺独立团到达中伙铺，并在中伙铺站遇到直军一个团的残兵乘火车撤退，独立团随即出击并解除该团武装。当日下午2：00第四军军部到达石坑渡，下午5：00第十师中的先头部队二十九团到达杨泉畈（今官塘驿镇洋泉畈村），随后该师其余部队也到达该处。

## 前奏
在到达石坑渡时，军部已经接到情报，从岳州城撤退的直军宋大霈部、董政国部及军官团与自武昌前来增援的陈嘉谟部（第二十五师一团）、马济、娄云鹤部游击队共计万余人在汀泗桥会合，并由宋大霈统一指挥。直军借汀泗桥集镇环水地势布置防线，并在东侧高地（即塔垴山）修筑有坚固的防御工事。
25日晚10：00，第四军下达战斗命令，命令军中各部迅速解决汀泗桥的直军，对各部要求如下：
1. 第十师于26日晨4：00沿陈家湾—张家桥—饶家湾—赤岗亭一线进军，以求包围直军；
2. 第十二师（欠三十六团）于26日晨6：00沿粤汉铁路进军，以求在汀泗桥西部至西北部辅助十师对直军展开攻击。
3. 第十二师第三十六团26日晨6：00从石坑渡出发兵分两路，一路沿马家湾、叶家边，一路沿分水咀、石金山、余湾[註 3]进军，以求在汀泗桥西部至西南部辅助十师对直军展开攻击。
4. 军部沿分水咀、石金山、余湾一线随战争态势逐渐向汀泗桥前进。

## 戰鬥過程

### 第一阶段攻击（8月26日拂晓至晚间）
拂晓6：00，以三十五团为前卫、叶挺独立团为本队的一路革命军自中伙铺站沿粤汉铁路向汀泗桥前进。上午7：30，第三十团作为前卫从营地往赤岗亭（今汀泗桥镇赤岗村一带）进发，一个小时后第二十九团出发，在第三十团东侧行军，第二十八团与炮兵营在第二十九团后侧3华里处跟随行军。
上午10：30，三十五团先头部队到达高猪山并与直军1—2个连的兵力发生交火，但这些直军不久便不敌革命军并撤至汀泗铁路桥。三十五团先头部队追击至汀泗铁路桥桥头时，由于直军在桥头架设三挺机枪朝革命军扫射，加上当时桥梁附近没有其它方式渡河，遂双方此后在此处对峙，三十五团除先头部队在此处对峙外，其余部队在高猪山休整。
中午12：00，十师先头部队到达骆家湾（今汀泗桥镇骆岗一带）附近。十师各部在骆家湾听到汀泗桥镇方向有枪声，便知十二师已经与直军发生交火。中午12：30，三十团完成了对丛毛岭高地的占领，同时三十六团也到达此处并占领了三十团左翼的阵地。
在三十团占领丛毛岭高地的同时，十师命令二十九团在三十团右翼进军，并占领松子山、毛山一带的高地以方便对玛瑙山、高岭的直军展开攻击，炮兵营也就位协同三十团展开进攻，二十八团暂驻守骆家湾作为预备队。随后直军布置在汀泗桥东北高地的一门炮被炮兵营炸毁，因此朝仍在铁路桥头对峙的三十五团方向的炮声便变少。
下午2：00，正在占领汀泗桥镇东南松子山、毛山一带高地的二十九团报告称在部队右翼徐家后山发现直军踪迹，为防止直军迂回包抄，十师令预备队二十八团推进至二十九团右翼的张兴国一带。至下午4：00，三十团、二十九团皆向汀泗桥镇有所推进。
与此同时到达东南高地的三十六团发觉直军居高临下朝南侧枪炮齐发，故先行要求一营侦察敌情并伺机而动。在三十团到达三十六团左翼后，三十六团担忧敌军火力过猛仍按兵不动，不久后二十九、二十八团在三十六团右翼展开攻击。期间直军想在三十六团左翼出兵，但很快被该团击退。
傍晚7：00，十师令二十八团推进至东山寺（今汀泗桥镇彭碑村一带）一带防备咸宁县城方向。期间三十六团令第三营协同第一营出战。至入夜时分，十二师各部的位置分别为：三十五團佈置在汀泗铁路桥橋頭；三十六團佈置在汀泗铁路桥右；葉挺獨立團作為預備隊與張發奎一起留在第十二師師部，师部扎营于三十五團與三十六團中間。

### 第二阶段攻击（8月26日晚间至27日）
经过整日战斗，第四军各部的进展并不顺利，交战双方陷入胶着状态。当晚8：00左右，三十六团团长黄琪翔前往第四军指挥部会同第十师师长陈铭枢及俄国顾问尼纪金研究时下战局。黄琪翔认为以目前态势，必须不顾一切牺牲在当晚发动夜袭，当下孙传芳本身便在后方形成威胁，倘若次日吴佩孚援军一到，战况将对革命军十分不利。黄琪翔的意见获得指挥部认可，随即下令各部队在当夜对直军展开夜袭。在指挥部的叶挺也表示了当夜拿下汀泗桥的决心。另外指挥部抽调叶挺独立团第一营与三十五团在汀泗铁路桥头协同作战。
当晚10：30，由于汀泗河涨水不易接近，独立团第一营与三十五团未能接近直军。而入夜以来，面对固守塔垴山、高岭一带的直军不断放枪，三十六团没有进行放枪反击，而是步步接近以白刃交战，并在期间占领了数处阵地。但先行的三十六团第一营受直军机枪扫射影响，已在此时死伤近百人。
27日午夜0：00，三十六团一、三营全线朝塔垴山突击，二十九团协同三十六团作战，期间击退直军为夺回阵地发起的数次冲锋，激战约2小时后革命军终于占领高岭阵地。二十九、三十六团作战时，三十团二营亦加入战斗，经过数次冲锋，终占领塔垴山阵地，团长戴戟在其间负伤，在机枪扫射下三十团二营死伤三四十人。二十八团则开始向山窝廖、万安春方向迂回，以求占领粤汉铁路截断直军退路。清晨4：00，叶挺独立团沿第十师右翼朝古塘角（今汀泗桥镇古塘村一带）开进准备包围直军。
27日清晨6：30，汀泗桥的阵地已经被革命军完全突破，直军开始沿粤汉铁路往咸宁县城方向撤退，这些沿粤汉铁路撤退的部队最终在当日早晨9时被二十八团及三十六团二营追截俘获。而独立团二、三营到达古塘角后发现直军已经撤退，遂决定沿铁路向咸宁县城方向追击。三十五团及独立团一营发现直军开始放弃阵地往咸宁方向撤退后，在早晨7：30强攻铁路桥，随后三十五团接到赶赴前方与独立团联络的命令。
至27日晨9：00，汀泗桥地区的战斗已完全结束。

## 后续
叶挺独立团在遭到少数残兵的抵抗的情况下，于27日上午11：00占领咸宁县城。而三十五团在同日中午12：00前占领咸宁县城以北2华里的东山。三十五团到达东山后，东山站站长报告称吴佩孚已在25日带两个师的兵力抵达汉口，这次在汀泗桥战斗中与革命军交战的一个团便是吴佩孚从河南带来的队伍。第四军军部综合以上情况决定第十师、第十二师各部自28日起向贺胜桥追击撤退的直军。

### 戰果

#### 死伤
国民革命军：第十师计69人阵亡（其中3名军官），127人受伤（其中2名军官）；第十二师计65人阵亡（其中2名军官），129人受伤（其中4名军官），另有5人情况不明；总计134人阵亡、256人受伤。其余部队及军部无伤亡。
吴佩孚军：3个团长战死、39个连长仅剩5人未亡，士兵死伤过半。

#### 俘虏
第十师俘虏直军军官112人，士兵1684人；第十二师俘虏军官45人，士兵612人，另有马14匹；总计軍官157人，士兵2296人。并缴获大炮4門，機槍9挺，步槍1500余支，另有弹药、枪机、刺刀等軍用品。

## 影响与评价
何应钦在为《北伐统一》作序时，将汀泗桥与贺胜桥两次战役并列，共同列为国民革命军占领长江流域前的几次关键战斗之一。张发奎认为汀泗桥一战是北伐战争中起到决定性作用的一场战争，在其心目中，屡被人认为重要的贺胜桥战斗反倒没有重要地位
。另外中国大陆一些文献也评论汀泗桥一战为决定北伐战争胜利的最关键战斗。但中国人民革命军事博物馆研究员马沈认为，汀泗桥战斗中革命军面对的直军并非主力部队且是败军，在战争规模、战斗成果及战略意义上不及之前湖南境内的几场战斗，也不及之后的贺胜桥战斗。该战斗的意义在于攻占了汀泗桥这个过去无法突破的天堑，经此一役能够振奋革命军的军心。

## 轶事

### 当地向导助力战斗
在三十六团尚在汀泗河左岸时，第四军政治部带来的农民告诉团长黄琪翔汀泗河其实可以徒步涉水渡过，黄琪翔便向张发奎报告了此事，张接受了其建议。随后在三十五团佯攻铁路桥的掩护下，三十六团在当地向导的带领下悉数渡河。据张发奎回忆，革命军在湖南的各战斗中，深感农民群体对革命军的支持，因此陈可钰也选择相信这些农民所提供的信息。
叶挺独立团在迂回古塘角前也曾遣人寻找向导。面对先遣人员的询问，起初居民听说直军布防的时候所寻找的向导在完成带路后却遭直军以防止军事秘密为由杀害，担心自己也会有此下场所以不敢带路。最后居民将居住在汀泗河北的理发师汪远福推出担任向导。事后汪远福不愿意让人知道自己给北伐军带路的事情，因此只给成夕义说过并要求其保密。成夕义也只向侄孙成才德讲述了这一往事，直到2005年汀泗桥镇文化站走访调查时询问成才德方才得知这一历史细节。

### 战斗之主力十二师
据时任十二师师长张发奎回忆，由于二十九团在汀泗桥战斗中只攻打了非主力的直军左翼，事后提及战斗时也“从来没人说是第十师攻占了汀泗桥”，人们从来不会提及汀泗桥去称赞陈铭枢，但对于张发奎常以提及汀泗桥一战表示敬意。

### 直军督战队
据时任三十六团团长黄琪翔回忆，直军为在汀泗桥拼死抵抗，在站场阵地后方组织了以机枪和大刀队组成的“督战队”。在27日早晨突破阵地沿粤汉铁路行军时，发现督战队将不少退却的直军将士头颅砍下悬于铁路两旁的树上，汀泗桥镇周围的湖沼地带也漂浮着成百上千的直军尸体。

## 争议

### 吴佩孚汀泗桥督战说
据中国国民党中央委员会的北伐史料记载，直到29日吴佩孚才自武昌乘火车到达贺胜桥，期间率大刀队在贺胜桥督战。而存在着部分史料记载吴佩孚随大刀队亲自来到汀泗桥督战，马沈在《汀泗桥战斗考》中认为，因为贺胜桥战斗紧接着汀泗桥战斗，当时的新闻记者将在贺胜桥发生的事情误载为汀泗桥，之后的一些学者便承袭了这些媒体的误载。

### 叶挺独立团在战斗中的地位与作用
马沈在《汀泗桥战斗考》中提及，自1950年代开始中华人民共和国史学界流行“叶挺独立团攻克汀泗桥”的说法。但有关一手史料表明独立团在汀泗桥战斗早期仅起到预备队作用，之后才作为补充朝战场东侧行军，而到达古塘角的时候直军已经开始撤退。独立团在此时即决定沿铁路朝咸宁方向追赶并攻克咸宁县城。叶挺本人在撰写有关报告时也提及“后仅第一营参与作战”。因此马沈认为叶挺独立团在汀泗桥战斗本身没有发挥重要作用。但是正如叶挺事后在沿粤汉铁路占领咸宁县城行动中“冒险前进，毫无顾虑，颇得友军赞许”的记叙，马沈认为叶挺独立团在此发挥了一定作用。

## 纪念

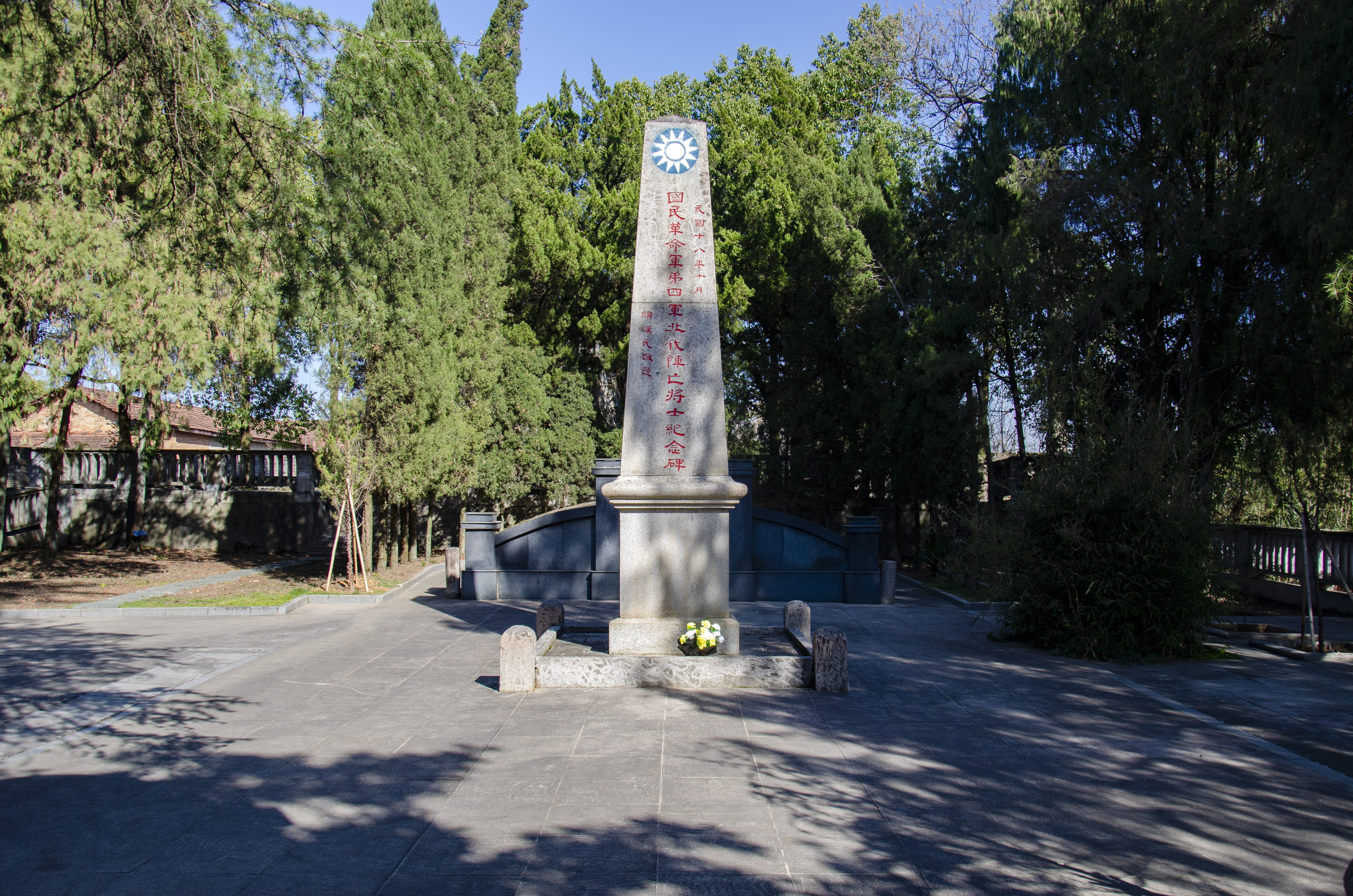
烈士陵园纪念碑，陵园园区紧挨京广铁路

战后，革命军与当地百姓收殓阵亡革命军遗体集中安葬。民国18年（1929年）10月，国民政府在安葬地之上修建北伐汀泗桥战役烈士陵园，园中有烈士墓、纪念碑、纪念亭。纪念碑上有时任立法院长胡汉民所提的“国民革命军第四军阵亡将士纪念碑”。烈士陵园偕同附近塔垴山的工事遗址在1981年与1988年先后被立为湖北省文物保护单位及全国重点文物保护单位。同在1988年，国家文物局新修陵园大门，并在门前立有“北伐先锋”纪念碑一座，碑文由叶剑英题写。2006年咸安区在汀泗桥集镇投资筹建“北伐汀泗桥战役纪念馆”并于2009年开馆。

## 參看
- 中華民國北洋政府時期內戰戰鬥列表
- 鄂南會戰